# Johann Heinrich Löhmann

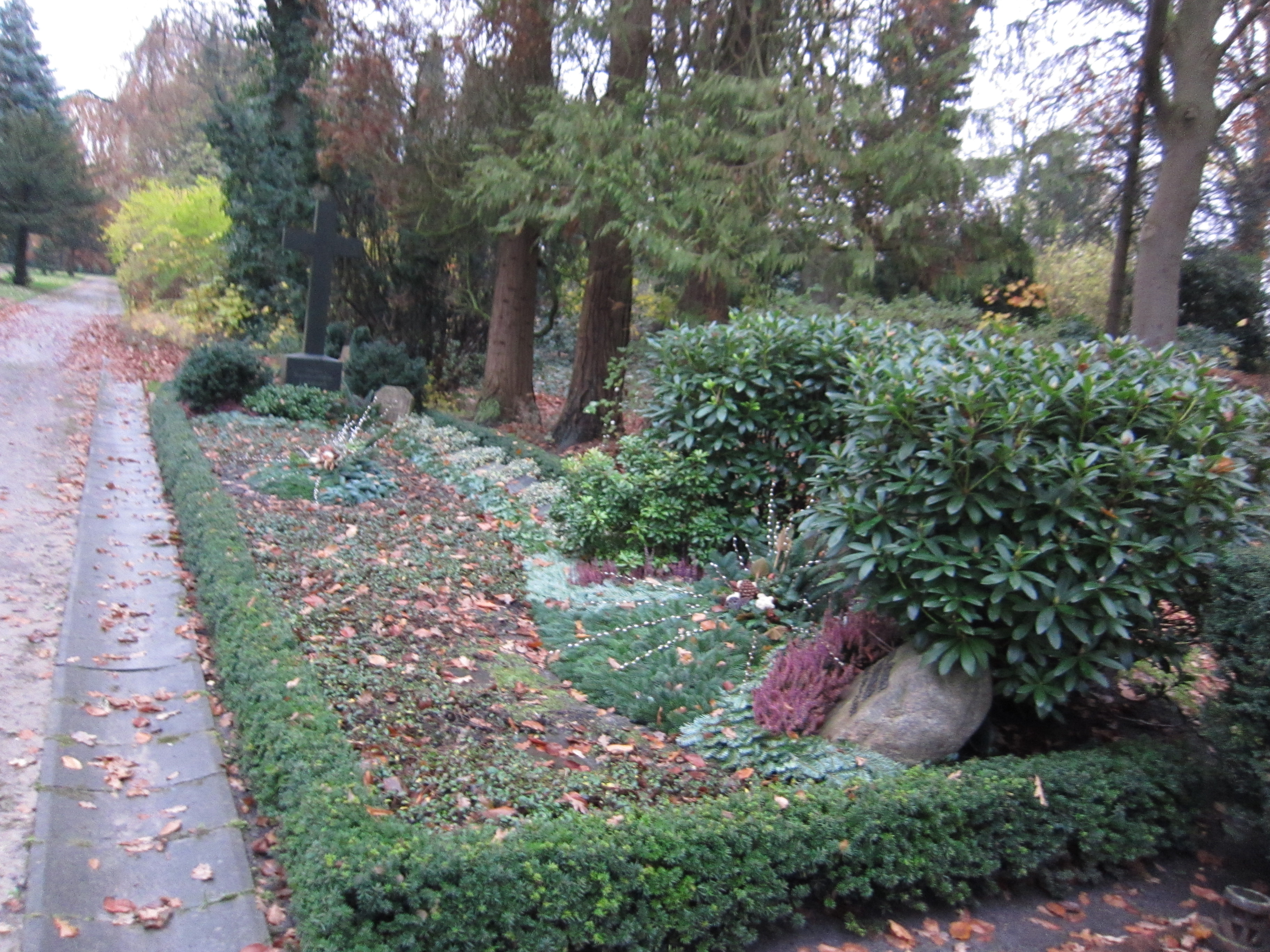
Familiengrab Löhmann Flensburg

Johann Heinrich Löhmann (* 19. Februar 1830 in Burg, Süderdithmarschen; † 8. Februar 1908 in Flensburg) war ein deutscher Pädagoge, Kantor und Organist.

## Leben und Wirken
Johann Heinrich Löhmann war ein Sohn des Goldschmieds Karsten Heinrich Löhmann (* 11. Februar 1790 in Beidenfleth; † 17. Juni 1855 in Burg) und dessen Ehefrau Catharina Elsabe, geborene Thun (* 2. November 1794 in Nienbüttel; † 22. April 1881 in Burg), deren Vater ein Bauernvogt war.
Löhmann wurde konfirmiert, danach war er Präparand in Meldorf und ab 1848 Seminarist in Segeberg. Von 1850 bis 1851 kämpfte er in der Schleswig-Holsteinischen Armee. An Michaelis 1852 bestand er die Abschlussprüfung mit dem „Ersten Charakter“. Anschließend arbeitete er ein halbes Jahr als Hauslehrer in Kaltenkirchen. Aufgrund seiner Zugehörigkeit zur schleswig-holsteinischen Armee durfte er 1853 die ordnungsgemäß erfolgte Wahl zum Lehrer in Oldenswort nicht annehmen. Stattdessen erhielt er im selben Jahr eine Stelle als Mädchenlehrer und Organist in Heide. Im Folgejahr wechselte er als 1. Lehrer und Organist nach Wedel. Hier war er auch für die Führung der Amtsbücher des Pastors Christian Friedrich Volquarts zuständig. Löhmann überwarf sich wegen seines Engagements in der deutsch-nationalen Bewegung der Jahre um 1863/1864 mit seinem Dienstherrn Volquarts, der in einem Tumult im Wedeler Pfarrhaus mündete.
Am 26. September 1854 heiratete Johann Heinrich Löhmann in Heide Margaretha Christine Friderike Petersen (* 29. Mai 1833 in Heide; † 18. April 1908 in Flensburg), mit der er vier Söhne hatte.
1865 zog Löhmann nach Flensburg. Als „Schreibmeister und Rechenmeister“ unterrichtete er an der St. Johannis-Schule und war zudem Kantor und Küster. Der Kirchenvorstand ernannte ihn für die Zeit seiner Lehrtätigkeit, die 1897 endete, zum Organisten. 1875 übernahm er die Leitung der Flensburger St. Johannis-Schule. Er war maßgeblich an der Planung des Neubaus beteiligt.
Die Art, wie Löhmann seine Schule einrichtete und leitete, wurde zu einem Musterbeispiel, an dem sich andere Bildungseinrichtungen der Region orientierten. Löhmann hatte bedeutenden Einfluss auf die Pädagogen Schleswig-Holsteins. Ihm ging es darum, die Volksschulen stetig weiterzuentwickeln, die Ehre und Rechte der Lehrer zu bewahren und diesen eine theoretische und praktische Weiterbildung zu ermöglichen. Er gehörte den Vorständen der Flensburger und Schleswig-Holsteinischen Lehrervereinen an und hatte 15 Jahre den Vorsitz der Schulkommission inne. Außerdem gründete er die „Pensionszulagenkasse für Witwen und Waisen Flensburger Volksschullehrer“.
Lohmann war intelligent und geistig flexibel. Er galt aufgrund seiner rhetorischen Fähigkeiten als geschickter Katechet. Er konnte seinen Schülern, die später eine „Löhmann-Gemeinschaft“ gründeten, komplizierteste Sachverhalte vermitteln. Seine Gabe zur Menschenführung behielt er bis ins hohe Alter.
Löhmann gab mehrere Rechenbücher und Gesangsbücher für Volksschulen heraus. Vor allem seine Rechenbücher waren weit verbreitet und wurden, in überarbeiteten Auflagen bis ins frühe 20. Jahrhundert verwendet. Er schrieb viele pädagogische und methodische Aufsätze, die in Schulzeitungen im In- und Ausland erschienen. Außerdem beschäftigte er sich mit Volkskunde und schrieb für Zeitschriften wie Die Heimat. Darüber hinaus komponierte er vierstimmige Choräle für Männerchöre. Er vertonte Lyrik von Klaus Groth, mit dem er freundschaftlich verbunden war. Er war einer der Gründer des plattdeutschen Vereins in Flensburg.

## Ehrungen
Die einst von Johann Heinrich Löhmann geleitete St. Johannis-Schule in Flensburg, später eine Hauptschule, wurde nach ihm benannt. Sie wurde Ende 2013 aufgelöst. Auch die angrenzende Löhmannhalle wurde nach ihm benannt. Heute befindet sich am Standort der ehemaligen Löhmannschule das vhs-Zentrum Sandberg und die Paulus-Paulsen-Schule, ein Förderzentrum.

## Werke
- Choräle für vier Männerstimmen (nach Apel): Zum Gebrauch für Gymnasien, Seminarien, Lehrer- und Männergesangvereine. Homann, Kiel 1868.[3]
- Rechenwerk. Neubearbeitet von Flensburger Lehrern. Westphalen, Flensburg 1913.
  - Band 1: Zahlenkreis 1 – 100. 43. Aufl. (4. Aufl. der Neubearbeitung).
  - Band 2: Zahlenkreis 1 – 1000. 34. Aufl. (4. Aufl. der Neubearbeitung).
  - Band 3: Das Gebiet der Tausende und Millionen. 31. Aufl. (6. Aufl. der Neubearbeitung).
  - Band 4: Oberstufe. 13. Aufl. (2. Aufl. der Neubearbeitung).